# 伊朗驕傲日

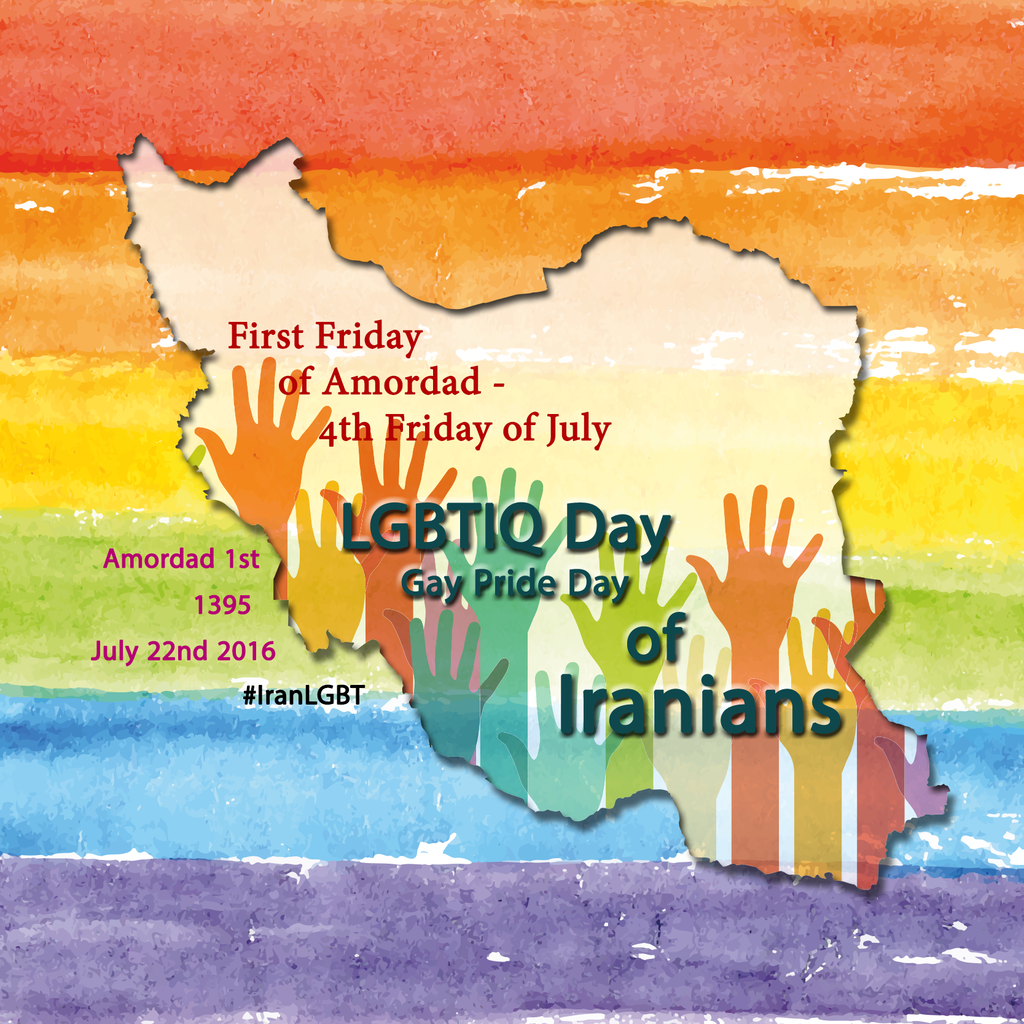
2016年伊朗驕傲日的英文海報

伊朗驕傲日，又稱伊朗LGBT的國慶日或性少數國慶日，是從2010年開始每年七月的第四個星期五（伊朗曆波斯歷五月的第一個星期五）在伊朗舉行的年度LGBT驕傲活動。

## 歷史
在伊朗，同性性行為是非法的，且可能被判處死刑。據英國同性戀活動家奧馬爾·庫杜斯（Omar Kuddus）稱，伊朗政府還利用捏造的指控處決和迫害同性戀者，同時向國際社會隱瞞他們的行為。在2007年，在哥倫比亞大學舉行的一個論壇上，伊朗前總統馬哈茂德·艾哈邁迪內賈德說：“在伊朗，我們沒有像你們國家那樣的同性戀者。在伊朗，我們沒有這種現象”。儘管如此，仍然有一群20到30名LGBT份子，稱自己為“Rainbow [ies]”（波斯語：‎，“Renginkâmaniha”），一直在慶祝自2010年以來的伊朗驕傲日。
2010年7月，一群伊朗LGBT份子在博客上首次宣告了伊朗驕傲日。每年，爭取伊朗LGBT權力的活動人士都會聚集在首都德黑蘭附近，並偷偷拍下自己手持彩虹旗並寫下標語的照片。他們需要遮蔽自己的臉以避免警察騷擾和檢舉。而參與者也拍攝了包括克爾曼在內的其他城市的活動照片。在2017年，組織者首次決定公開舉辦此活動，當時他們獲得了阿姆斯特丹同性戀驕傲節的第一輛花車，但他們仍需遮住臉，以免在伊朗被起訴。關於2017年的活動，組織者表示：“我們的悲痛并沒有減弱，但我們，伊朗的LGBT人士正在尖叫著我們的幸福，作為一種抵抗的形式，我們作為正義的火炬讓我們的欣喜若狂”。

## 新聞報道
在2010年7月第一次驕傲活動一周後，伊朗的一家保守報紙Resalat發表了一篇關於該活動的文章，而該文章也被伊朗其他一些偏保守的媒體所報導。

## 外部連接
- iranlgbt.com
- iranpride.org